# Khaled Ben Yahia (football)
Ne doit pas être confondu avec Khaled Yahia.
Pour l’article ayant un titre homophone, voir Khaled Ben Yahia.
Khaled Ben Yahia (arabe : خالد بن يحيى), né le 12 novembre 1959 à Tunis, est un joueur et entraîneur de football tunisien.

## Biographie
Après une carrière sportive à l'Espérance sportive de Tunis, où il évolue en tant que défenseur central, il se reconvertit en entraîneur.
Il prend en charge l'équipe de l'Espérance sportive de Tunis à trois reprises, période au cours de laquelle elle remporte le championnat et la coupe de Tunisie (2006), de même qu'El Gawafel sportives de Gafsa. Le 2 janvier 2018, il prend temporairement la tête du staff technique du Stade gabésien, succédant à Maher Kanzari, avant de revenir à l'Espérance sportive de Tunis puis de prendre en charge l'Union sportive de Tataouine.

## Palmarès

### En tant que joueur
- Championnat de Tunisie : 1982, 1985, 1988, 1989, 1991, 1993, 1994
- Coupe de Tunisie : 1979, 1980, 1986, 1989, 1991
- Supercoupe de Tunisie : 1993
- Coupe arabe des clubs champions : 1993
- Coupe des clubs champions africains : 1994

Il est le seul joueur à avoir obtenu le titre de soulier d'or tunisien à deux reprises, en 1980-1981 et 1986-1987.

### En tant qu'entraîneur
ES Tunis
- Championnat de Tunisie : 2006, 2018
- Coupe de Tunisie : 1997, 2006

 MC Alger
- Supercoupe d'Algérie : 2024
- Championnat d'Algérie : 2025